# Volta a Castella i Lleó 2010
La Volta a Castella i Lleó 2010 és la 25a edició d'aquesta cursa ciclista que transcorre per Castella i Lleó. Es disputà entre el 14 i el 18 d'abril de 2010, sobre un total de 713,1 km, repartits entre cinc etapes, una d'elles contrarellotge individual, i un final en alt. La darrera etapa de la present edició finalitza a Santiago de Compostel·la per tal de celebrar l'any Xacobeo, transcorrent tota ella per carreteres gallegues.
El vencedor fou Alberto Contador (Astana Qazaqstan Team) que superà en 41" a Igor Antón (Euskaltel–Euskadi) i en més d'un minut a Ezequiel Mosquera (Xacobeo Galicia).

## Classificacions finals

### Classificació general
|    | Ciclista                | Equip                 | Temps       |
| -- | ----------------------- | --------------------- | ----------- |
| 1  | Alberto Contador (ESP)  | Astana Qazaqstan Team | 16h 56' 01" |
| 2  | Igor Antón (ESP)        | Euskaltel–Euskadi     | + 41"       |
| 3  | Ezequiel Mosquera (ESP) | Xacobeo Galicia       | + 1' 20"    |
| 4  | Janez Brajkovic (ESL)   | Team RadioShack       | + 1' 30"    |
| 5  | David Bernabeu (ESP)    | Barbot-Siper          | + 2' 30"    |
| 6  | Javier Moreno (ESP)     | Andalucía-Cajasur     | + 2' 51"    |
| 7  | Tiago Machado (POR)     | Team RadioShack       | + 2' 51"    |
| 8  | Stefan Deniel (AUS)     | Cervélo TestTeam      | + 2' 58"    |
| 9  | Denís Ménxov (RUS)      | Rabobank ProTeam      | + 3' 06"    |
| 10 | José Luis Rubiera (ESP) | Team RadioShack       | + 3' 17"    |

### Altres classificacions
- Classificació per punts.  (PBA) Theo Bos (Cervelo Test Team)
- Classificació de la muntanya.  (ESP) Iban Mayoz (Footon-Servetto)
- Classificació de la combinada.  (ESP) Alberto Contador (Team Astana)

## Etapes
| Etapa | Data       | Recorregut                       | Km       | Vencedor d'etapa       | Líder de la general    |
| ----- | ---------- | -------------------------------- | -------- | ---------------------- | ---------------------- |
| 1a    | 14 d'abril | Belorado - Burgos                | 157,7 km | Theo Bos (PBA)         | Theo Bos (PBA)         |
| 2a    | 15 d'abril | Burgos - Carrión de los Condes   | 209,9 km | Theo Bos (PBA)         | Theo Bos (PBA)         |
| 3a    | 16 d'abril | Lleó - Alt del Morredero         | 158,8 km | Igor Antón (ESP)       | Igor Antón (ESP)       |
| 4a    | 17 d'abril | Ponferrada - Ponferrada          | 15,1 km  | Alberto Contador (ESP) | Alberto Contador (ESP) |
| 5a    | 18 d'abril | Samos - Santiago de Compostel·la | 171,1 km | Sergio Ribeiro (POR)   | Alberto Contador (ESP) |